# Ciénaga de Zapayán
La Ciénaga de Zapayán es un complejo lagunar de gran relevancia en la región, ubicada en el municipio de Zapayán en el departamento de Magdalena, Colombia, se caracterizada por presenta una elevada biomasa de macrófitas que incrementa la presencia de macroinvertebrados acuáticos, adicionalmente exhiben una vegetación flotante y enraizada temporalmente conocida en la región como tapón o tarulla, que se encuentran sujetas a la hidrodinámica del sistema y a la acción del viento.
La ciénaga de Zapayán está relacionada con los sistemas del plano de inundación del río Magdalena que se encuentra interconéctados Ciénaga Doña Francisca, por el caño de Zapayán.
A través de esta reserva hídrica, se abastecen de agua cruda los Corregimientos del municipio de Zapayán como son: Piedras de Moler, Capucho, Piedras Pintadas y la Cabecera Municipal: Punta de Piedras. También el corregimiento de Bomba, el cual pertenece a Pedraza, Bálsamo, el cual pertenece a Concordia y la captación de agua para el sistema de acueducto del municipio de Chivolo. La calidad del agua varía según el estado de la ciénaga.
El nivel del espejo de agua depende de la dinámica del río Magdalena y de los periodos climáticos secos y lluviosos.
- Datos: Q28501233